# بنك غواتيمالا
بنك غواتيمالا (بالإسبانية: Banco de Guatemala)‏ هو البنك المركزي في غواتيمالا. تأسس عام 1945.

## الحكم
يشغل خوليو سواريز منصب رئيس البنك منذ أكتوبر 2014. تولى المنصب خلفاً لإدغار باركين، الذي قاد البنك من عام 2010.

## روابط خارجية
- (بالإسبانية) الموقع الرسمي لبانكو دي غواتيمالا
- (بالإنجليزية) الموقع الرسمي لبانكو دي غواتيمالا
- Documents and clippings about Bank of Guatemala